# Diocesi di Eurea di Epiro
La diocesi di Eurea di Epiro (in latino: Dioecesis Euroeensis in Epiro) è una sede soppressa e sede titolare della Chiesa cattolica.

## Storia
Eurea di Epiro, identificabile con Paramythia, è un'antica sede vescovile della provincia romana dell'Epirus Vetus nella diocesi civile di Macedonia, suffraganea dell'arcidiocesi di Nicopoli. Come tutte le sedi episcopali della prefettura dell'Illirico, fino a metà circa dell'VIII secolo la diocesi di Eurea era parte del patriarcato di Roma; in seguito fu sottoposta al patriarcato di Costantinopoli.
Patrono della città era san Donato, che il Martirologio Romano ricorda alla data del 30 aprile con queste parole: A Paramythia in Epiro, nell'odierna Grecia, san Donato, vescovo, che al tempo dell'imperatore Teodosio rifulse di insigne santità.
Ai tempi di papa Gregorio Magno, il corpo del santo era conservato a Cassiope (castrum Cassiopi), territorio che dipendeva dai vescovi di Corcira (Corfù). Ciò suscitò le lamentele del vescovo Giovanni II di Eurea, da cui nacque un fitto scambio epistolare con papa Gregorio. Questo fatto è ricordato nel Vetus Martyrologium Romanum alla data del 29 ottobre: «Cassiope, in insula Corcyra, sancti Donati Episcopi, de quo scribit beatus Gregorius Papa».
Altri vescovi conosciuti di Eurea sono: Marco, che prese parte al cosiddetto "brigantaggio" di Efeso del 449 e al concilio di Calcedonia nel 451; Eugenio, che sottoscrisse nel 458 la lettera dei vescovi dell'Epirus Vetus all'imperatore Leone I dopo la morte di Proterio di Alessandria; Teodoto, che partecipò al sinodo riunito a Costantinopoli nel 536 dal patriarca Mena per condannare Antimo; e Giovanni I, menzionato da Procopio e riportato da Le Quien, ma di epoca incerta.
Di Eurea non si hanno più tracce dopo il VII secolo. Non appare fra le diocesi suffraganee della nuova sede metropolitana di Naupacto nella Notitia Episcopatuum dell'inizio del X secolo e attribuita all'imperatore Leone VI.
Dal XVIII secolo Eurea di Epiro è annoverata tra le sedi vescovili titolari della Chiesa cattolica; la sede è vacante dal 3 agosto 1965.

## Cronotassi

### Vescovi greci
- San Donato † (IV secolo)
- Marco † (prima del 449 - dopo il 451)
- Eugenio † (menzionato nel 458)
- Teodoto † (menzionato nel 536)
- Giovanni I †
- Giovanni II † (al tempo di papa Gregorio Magno)

### Vescovi titolari
- Jean de Brunet de Pujols de Castelpers de Panat † (30 settembre 1739 - ?)
- Gioacchino Domenico Salvetti, O.F.M. † (21 febbraio 1815 - 21 settembre 1843 deceduto)
- Gabriel Grioglio, O.F.M. † (2 marzo 1844 - 9 gennaio 1891 deceduto)
- Salvatore di Pietro, S.I. † (14 gennaio 1893 - 23 agosto 1898 deceduto)
- Jean-Baptiste-Marie Budes de Guébriant, M.E.P. † (12 agosto 1910 - 11 dicembre 1921 nominato arcivescovo titolare di Marcianopoli)
- Giovanni Battista Peruzzo, C.P. † (18 gennaio 1924 - 19 ottobre 1928 nominato vescovo di Oppido Mamertina)
- Pedro Dionisio Tibiletti † (25 gennaio 1929 - 13 settembre 1934 nominato vescovo di San Luis)
- Beato Florentino Asensio Barroso † (11 novembre 1935 - 9 agosto 1936 deceduto)
- Alfredo del Tomba † (10 luglio 1937 - 10 agosto 1944 deceduto)
- Ezio Barbieri † (21 luglio 1945 - 2 agosto 1949 nominato vescovo di Città della Pieve)
- Policarpo da Costa Vaz † (17 aprile 1950 - 29 gennaio 1954 nominato vescovo di Macao)
- João Pereira Venâncio † (30 settembre 1954 - 13 settembre 1958 nominato vescovo di Leiria)
- Alfonso Niehues † (8 gennaio 1959 - 3 agosto 1965  nominato arcivescovo coadiutore di Florianópolis)